# Tracii Guns
Tracii Guns, pseudonimo di Tracy Richard Irving Ulrich (Los Angeles, 20 gennaio 1966), è un chitarrista statunitense.
Ha suonato con molti famosi gruppi rock, come gli L.A. Guns (di cui fu fondatore e leader), Guns N' Roses, Brides of Destruction, W.A.S.P., Poison, Killing Machine, Johnny Thunders; ha partecipato a qualche tour con i Faster Pussycat ed ha anche intrapreso una carriera da solista.

## Biografia
Guns iniziò la sua carriera musicale attorno ai primi anni 80, quando militava nella band Pyrrus. Nel 1981 suonò ad un'audizione per entrare nei Ratt al posto dell'uscente Jake E. Lee (reclutato da Ozzy Osbourne nella sua band), tuttavia non riuscì ad entrarvi. Nel 1983 fondò gli L.A. Guns con Axl Rose, Ole Beich e Rob Gardner.
Poco dopo, Axl lasciò il gruppo per formare gli Hollywood Rose col suo amico Izzy Stradlin e fu sostituito dal cantante Michael Jagosz.
Gli L.A. Guns pubblicarono un demo nel 1984, ma si sciolsero poco dopo.
Nel frattempo, gli Hollywood Rose dell'amico Axl Rose si sciolsero verso il finire del 1984, ma durante l'evento di capodanno si riformarono per un'ultima volta con un'altra formazione. Suonarono al locale "Dancing Waters Club" di San Pedro (Los Angeles) cambiando formazione: alla batteria subentrò Rob Gardner. Poco dopo entrarono nella band anche Tracii Guns e Ole Beich, ma ormai il progetto Hollywood Rose era praticamente terminato. Questa nuova band in realtà comprendeva ormai alcuni membri degli L.A. Guns ed alcuni degli Hollywood Rose: fu proprio questo fatto che diede ispirazione ai membri per la creazione del nuovo nome per la band, i Guns N' Roses, sovrapponendo cioè i nomi delle due vecchie band.
Un paio di mesi dopo la nascita della band, però, Tracii e Rob Gardner lasciarono il gruppo per tornare a formare gli L.A. Guns, e vennero sostituiti rispettivamente da Slash e Steven Adler.
Mentre i Guns N' Roses otterranno qualche anno dopo un enorme successo mondiale, Tracii Guns e i suoi L.A. Guns riscuoteranno un buon successo, soprattutto con i primi album, ma mai raggiungendo i livelli dei loro cugini. Nel 1990 venne invitato a far parte della superband Contraband, alla quale parteciparono anche il chitarrista dei M.S.G. Michael Schenker, il cantante degli Shark Island Richard Black, la bassista delle Vixen Share Pedersen ed il batterista dei Ratt Bobby Blotzer. Il supergruppo pubblicò l'album omonimo Contraband nel 1991 per poi svanire.
Guns continuerà la sua carriera con gli L.A. Guns e pubblicherà anche il suo primo album solista Killing Machine nel 1999. Nel 2002, assieme a Nikki Sixx, formò la Hard rock band Brides of Destruction, gruppo che comprendeva anche John Corabi, Kris Kohls e London LeGrand. Kris Kohls lasciò la band durante le registrazioni del primo album e fu rimpiazzato da Scot Coogan che finì il lavoro, mentre John Corabi lasciò la band nel marzo 2003. Il gruppo realizzò un album nel 2004. Sempre nel 2004, anche Nikki Sixx lasciò il gruppo per dedicarsi totalmente al suo primo gruppo, i Mötley Crüe, e fu sostituito da Scott Sorry.
Frattanto, nel 2002, a causa di incompatibilità caratteriali tra lui e il cantante Phil Lewis, Tracii lasciò gli L.A. Guns.
Nel 2006 Tracii Guns lavorò con i Quiet Riot per una jam session. Poco dopo decise di formare una nuova band, inizialmente chiamata Tracii Guns Band e poi rinominata L.A. Guns che comprendeva molti membri dei vecchi L.A. Guns: Tracii Guns alla chitarra, Paul Black alla voce, Nickey Alexander alla batteria e Jeremy Guns (figlio di Tracii) al basso. Questo scatenò una battaglia legale con Phil Lewis (leader degli "altri" L.A. Guns), durata fino a quando gli L.A. Guns di Tracii Guns non si sono sciolti, nel 2012.
Nel 2014 fonda il supergruppo Devil City Angels assieme a Eric Brittingham, Rikki Rockett e Brandon Gibbs.

## Discografia

### Solista
- 1999 - Killing Machine

### Con gli L.A. Guns

#### Album in studio
- 1988 - L.A. Guns
- 1989 - Cocked & Loaded
- 1991 - Hollywood Vampires
- 1994 - Vicious Circle
- 1996 - American Hardcore
- 1999 - Shrinking Violet
- 2000 - Cocked & Re-Loaded
- 2001 - Man in the Moon
- 2002 - Waking the Dead

#### EP
- 1985 - Collector's Edition No. 1
- 1990 - I Wanna Be Your Man
- 1992 - Cuts
- 1998 - Wasted

#### Live
- 1992 - Live! Vampires
- 2000 - Live: A Night on the Strip
- 2006 - Loud and Dangerous: Live from Hollywood

#### Raccolte
- 1994 - Best Of: Hollywood A Go-Go
- 1997 - Hollywood Rehearsal
- 1999 - Greatest Hits and Black Beauties
- 2000 - Black City Breakdown (1985-1986)
- 2002 - Ultimate LA Guns
- 2004 - Hollywood Raw: The Original Sessions
- 2005 - Black List
- 2005 - 20th Century Masters - The Millennium Collection: The Best of L.A. Guns

#### Con i Brides of Destruction
- 2004 - Here Come the Brides
- 2005 - Runaway Brides

#### Con i Devil City Angels
- 2015 - Devil City Angels

### Altri album
- 1989 - Tim Karr - Rubbin' Me the Right Way
- 1991 - Contraband - Contraband
- 1999 - Gilby Clarke - 99 Live
- 1999 - Shameless - Backstreet Anthems
- 2000 - Shameless - Queen 4 a Day
- 2000 - Bret Michaels - A Salute to Poison: Show Me Your Hits
- 2004 - Hollywood Rose - The Roots of Guns N' Roses
- 2004 - Jizzy Pearl - Just a Boy
- 2004 - Warrant - Cherry Pie (All the Hitz 'N' More)
- 2005 - Stephen Pearcy - Ratt Era: The Best Of
- 2020 - Chris Catena's Rock City Tribe- Truth in Unity

### Tribute album
- 1996 - Spacewalk: A Tribute to Ace Frehley
- 1998 - Thunderbolt: A Tribute to AC/DC
- 1999 - Not the Same Old Song and Dance: Tribute to Aerosmith
- 2000 - Leppardmania: A Tribute to Def Leppard
- 2002 - Welcome to the Jungle: A Tribute to Guns N'Roses